# Флаг Россоши
Флаг городского поселения город Ро́ссошь Россошанского муниципального района Воронежской области Российской Федерации.
Флаг утверждён 25 ноября 2010 года и внесён в Государственный геральдический регистр Российской Федерации с присвоением регистрационного номера 6532.
Флаг является официальным символом муниципального образования городского поселения город Россошь.

## Описание
«Прямоугольное белое полотнище с отношением ширины к длине 2:3, воспроизводящее композицию герба голубым, зелёным и жёлтым цветом».
Геральдическое описание герба гласит: «В серебряном поле лазоревый волнистый опрокинутый узкий вилообразный крест, который внизу заполнен зеленью, тонко окаймлён серебром и сопровождён золотым яблоком с двумя таковыми же листьями».

## Обоснование символики
Флаг разработан на основе герба городского поселения город Россошь. На флаге города языком геральдических символов гармонично отражены природные особенности и основной профиль деятельности местного населения.
Город Россошь расположен на месте слияния двух рек, что и стало основной идеей флага города Россоши.
Слияние рек Чёрной Калитвы и Сухой Россоши отражены голубой волнистой полосой. Голубой цвет (лазурь) — символ красоты, чести, славы, преданности, истины, добродетели и чистого неба.
Яблоко показывает большое количество яблоневых садов вокруг города.
Жёлтый цвет (золото) — символ урожая, богатства, прочности, величия, интеллекта и прозрения.
Зелёный цвет — является символом плодородия, спокойствия, здоровья и вечного обновления.
Белый цвет (серебро) — символ чистоты, мудрости, благородства, мира, сотрудничества.